# Кундынский сельсовет
Кундынский сельсовет — административно-территориальная единица и муниципальное образование со статусом сельского поселения в Лакском районе Дагестана Российской Федерации.
Административный центр — село Кунды.

## Население
| 2002  | 2010 | 2012 | 2013 | 2014  | 2015  | 2016  |
| ----- | ---- | ---- | ---- | ----- | ----- | ----- |
| 1141  | ↘980 | ↘977 | ↘956 | ↘951  | ↘941  | ↘939  |
| 2017  | 2018 | 2019 | 2020 | 2021  | 2023  | 2024  |
| ↘929  | ↘909 | ↗914 | ↗924 | ↗1013 | ↘1010 | ↗1012 |
| 2025  |      |      |      |       |       |       |
| ↘1004 |      |      |      |       |       |       |

## Состав
| № | Населённый пункт | Тип населённого пункта       | Население |
| - | ---------------- | ---------------------------- | --------- |
| 1 | Кунды            | село, административный центр | ↘804      |
| 2 | Харазма          | село                         | ↗127      |
| 3 | Шахува           | село                         | ↗82       |